# Ligament triquétro-capital
Le ligament triquétro-capital est un ligaments intrinsèque de l’articulation médio-carpienne.
Il relie l’angle radial distal du triquétrum au capitatum, deux os du poignet.